# Plagiogonus syriacus
Plagiogonus syriacus är en skalbaggsart som beskrevs av Edgar von Harold 1863. Plagiogonus syriacus ingår i släktet Plagiogonus och familjen Aphodiidae. Inga underarter finns listade i Catalogue of Life.